# Welcome, Mrs. President
Welcome, Mrs. President ist der deutsche Titel der US-amerikanischen Fernsehserie Commander in Chief des Fernsehsenders ABC. Die Serie spielt während der fiktionalen Präsidentschaft der ersten Präsidentin Mackenzie Allen (Geena Davis) und stellt den Alltag der Präsidentin, ihrer Familie und ihres Beraterstabs dar. Erfinder der bereits nach einer Staffel wieder eingestellten Serie ist Rod Lurie.

## Besetzung
| Schauspieler            | Rolle                       | Synchronsprecher    |
| ----------------------- | --------------------------- | ------------------- |
| Geena Davis             | Präsidentin Mackenzie Allen | Christin Marquitan  |
| Donald Sutherland       | Nathan Templeton            | Roland Hemmo        |
| Harry J. Lennix         | Jim Gardner                 | Charles Rettinghaus |
| Kyle Secor              | Rod Calloway                | Peter Flechtner     |
| Ever Carradine          | Kelly Ludlow                | Dorette Hugo        |
| Matt Lanter             | Horace Calloway             | Robin Kahnmeyer     |
| Caitlin Wachs           | Rebecca Calloway            | Yvonne Greitzke     |
| Jasmine Jessica Anthony | Amy Calloway                | Aliana Schmitz      |
| Mark-Paul Gosselaar     | Richard McDonald            | Dennis Schmidt-Foß  |

## Handlung
Die parteilose US-Vizepräsidentin Mackenzie Allen hat ihr Amt nur aus einem einzigen Grund: Präsidentschaftskandidat Teddy Bridges brauchte sie als Stimmenfänger für die Wählerklasse links – Mittelschicht – weiblich. Nun, da er mit ihr ins Weiße Haus eingezogen ist, wird sie größtenteils mit repräsentativen Aufgaben im Ausland abgespeist.
Doch dann erleidet der Präsident überraschend einen Schlaganfall durch ein Aneurysma und wird zunächst amtsunfähig. Vizepräsidentin Allen wird eilig von einem Staatsbesuch in Paris herbeizitiert. Der Präsident legt ihr nahe, zugunsten von Nathan Templeton, dem Vorsitzenden des Repräsentantenhauses, abzudanken, damit dieser Bridges im Falle von dessen Amtsverzicht oder Tod nachfolgen kann. Allen erklärt sich zunächst widerwillig dazu bereit, muss jedoch in einem privaten Gespräch mit Templeton feststellen, dass dieser in Sachen Frauen und Muslime eine für sie untragbare Position vertritt.
Als Bridges tatsächlich stirbt, weigert sich Allen, das ihr zustehende Amt abzugeben und legt als erste Frau den Amtseid des Präsidenten ab. Schon bald beginnen die Anfeindungen von allen Seiten. Templeton plant aus dem Hintergrund bereits Allens Fall, und auch aus der eigenen Familie weht der neuen Präsidentin ein scharfer Wind entgegen: ihre älteste Tochter Rebecca missbilligt die Entscheidung ihrer Mutter, das Amt anzutreten, während Allens Mann und Stabschef Rod Calloway sich plötzlich in der Rolle der First Lady bzw. des „First Gentleman“ wiederfindet – was ihm absolut nicht behagt.

## Hintergrund
Commander in Chief startete in den USA mit sehr guten Quoten und wurde zwischenzeitlich sogar als beste neue Serie der Saison gehandelt. Probleme hinter den Kulissen (mehrfache Ablösung des Executive Producer – zuerst Rod Lurie, dann Steven Bochco, zuletzt Dee Johnson) – zwangen ABC aber schlussendlich dazu, die Serie mehrfach für einige Wochen aus dem Programm zu nehmen und die Ausstrahlungstermine zu ändern.
Der deutsche Titel Welcome, Mrs. President ist insoweit unkorrekt, als die richtige Anrede Madam President lautet; diese wird auch in der deutschen Synchronfassung verwendet.

## Ausstrahlung in Deutschland
Die Serie wurde in Deutschland auf Sat.1 ausgestrahlt, anfangs noch dienstags um 22:15 Uhr. Ab dem 10. Oktober 2006 wurde der Sendeplatz auf 23:15 Uhr verlegt. Die letzte Folge wurde am 19. Dezember 2006 gesendet.
Eine unvollständige Auflistung gemessener Einschaltquoten und Marktanteile veranschaulicht folgende Tabelle:
| Datum              | Zuschauer | Zuschauer       | Marktanteil | Marktanteil     | Quellen |
| Datum              | Gesamt    | 14 bis 49 Jahre | Marktanteil | Marktanteil     | Quellen |
| Datum              | Gesamt    | 14 bis 49 Jahre | Gesamt      | 14 bis 49 Jahre | Quellen |
| ------------------ | --------- | --------------- | ----------- | --------------- | ------- |
| 15. August 2006    | 1,82 Mio. | 1,04 Mio.       | 8,8 %       | 11,1 %          | [ 3 ]   |
| 22. August 2006    | –         | –               | –           | 8,5 %           | [ 4 ]   |
| 5. September 2006  | 1,18 Mio. | 0,7 Mio.        | 5,7 %       | 7,4 %           | [ 5 ]   |
| 12. September 2006 | –         | 0,55 Mio.       | –           | 5,7 %           | [ 6 ]   |
| 26. September 2006 | 1,04 Mio. | –               | 3,5 %       | 5,9 %           | [ 7 ]   |
| 10. Oktober 2006   | 0,57 Mio. | –               | 5,0 %       | –               | [ 8 ]   |
| 17. Oktober 2006   | –         | –               | –           | 6,3 %           | [ 9 ]   |
| 24. Oktober 2006   | –         | 0,34 Mio.       | 4,6 %       | 5,7 %           | [ 8 ]   |
| 31. Oktober 2006   | 0,94 Mio. | –               | 7,9 %       | 10,5 %          | [ 10 ]  |
| 7. November 2006   | 0,73 Mio. | 0,4 Mio.        | 6,1 %       | 7,5 %           | [ 10 ]  |
| 14. November 2006  | –         | –               | –           | 8,1 %           | [ 11 ]  |
| 19. Dezember 2006  | 0,46 Mio. | –               | 3,8 %       | 6,0 %           | [ 2 ]   |

## Auszeichnungen (Auszug)
Golden Globe Award:
- 2006: Gewonnen als Beste Serien-Hauptdarstellerin – Drama für Geena Davis
- 2006: Nominierung als Bester Nebendarsteller – Serie, Mini-Serie oder TV-Film für Donald Sutherland
- 2006: Nominierung als Beste Serie – Drama

Emmy Awards:
- 2006: Nominierung als Beste Serien-Hauptdarstellerin – Drama für Geena Davis

## DVD-Veröffentlichung
Am 7. Juni 2007 ist Welcome, Mrs. President in Deutschland auf DVD erschienen. Die Box enthält auf fünf DVDs die komplette Staffel. Diese weicht von der US-Version ab, welche in zwei getrennten Boxen erschienen ist.